# .mx
.mx è il dominio di primo livello nazionale assegnato al Messico.

## Domini di secondo livello
Sono disponibili i seguenti domini di secondo livello:
- .org.mx
- .gob.mx
- .com.mx
- .edu.mx
- .net.mx